# KkStB 301
| ÖNWB Ic und Id / kkStB 301 / ČSD-Baureihe 252.0  | ÖNWB Ic und Id / kkStB 301 / ČSD-Baureihe 252.0 | ÖNWB Ic und Id / kkStB 301 / ČSD-Baureihe 252.0 | ÖNWB Ic und Id / kkStB 301 / ČSD-Baureihe 252.0 | ÖNWB Ic und Id / kkStB 301 / ČSD-Baureihe 252.0 | ÖNWB Ic und Id / kkStB 301 / ČSD-Baureihe 252.0 |
| ------------------------------------------------ | ----------------------------------------------- | ----------------------------------------------- | ----------------------------------------------- | ----------------------------------------------- | ----------------------------------------------- |
| ÖNWB Id No. 100 später kkStB 301.17, ČSD 252.015 |                                                 |                                                 |                                                 |                                                 |                                                 |
| Technische Daten                                 |                                                 |                                                 |                                                 |                                                 |                                                 |
| Nummerierung:                                    | ÖNWB Ic 84–92 kkStB 301.01–09 ČSD 252.001–008   | ÖNWB Ic 84–92 kkStB 301.01–09 ČSD 252.001–008   | ÖNWB Ic 84–92 kkStB 301.01–09 ČSD 252.001–008   | ÖNWB Ic 84–92 kkStB 301.01–09 ČSD 252.001–008   | ÖNWB Id 93–100 kkStB 301.10–17 ČSD 252.009–015  |
| Anzahl:                                          | ÖNWB: 9 kkStB: 9 (von ÖNWB) ČSD: 9 (von kkStB)  | ÖNWB: 9 kkStB: 9 (von ÖNWB) ČSD: 9 (von kkStB)  | ÖNWB: 9 kkStB: 9 (von ÖNWB) ČSD: 9 (von kkStB)  | ÖNWB: 9 kkStB: 9 (von ÖNWB) ČSD: 9 (von kkStB)  | ÖNWB: 8 kkStB: 8 (von ÖNWB) ČSD: 8 (von kkStB)  |
| Hersteller:                                      | Wr. Neustadt                                    | Wr. Neustadt                                    | Wr. Neustadt                                    | Wr. Neustadt                                    | StEG                                            |
| Baujahre:                                        | 1881                                            | 1881                                            | 1881                                            | 1881                                            | 1884                                            |
| Ausmusterung:                                    | 1925–1931                                       | 1925–1931                                       | 1925–1931                                       | 1925–1931                                       | 1925–1931                                       |
| Bauart:                                          | 2'B n2                                          | 2'B n2                                          | 2'B n2                                          | 2'B n2                                          | 2'B n2                                          |
| Spurweite:                                       | 1.435 mm                                        | 1.435 mm                                        | 1.435 mm                                        | 1.435 mm                                        | 1.435 mm                                        |
| Zylinderdurchmesser:                             | 410 mm                                          | 410 mm                                          | 410 mm                                          | 410 mm                                          | 410 mm                                          |
| Kolbenhub:                                       | 632 mm                                          | 632 mm                                          | 632 mm                                          | 632 mm                                          | 632 mm                                          |
| Treibraddurchmesser:                             | 1.900 mm                                        | 1.900 mm                                        | 1.900 mm                                        | 1.900 mm                                        | 1.900 mm                                        |
| Laufraddurchmesser:                              | 989 mm                                          | 989 mm                                          | 989 mm                                          | 989 mm                                          | 989 mm                                          |
| Fester Radstand:                                 | 2.300 mm                                        | 2.300 mm                                        | 2.300 mm                                        | 2.300 mm                                        | 2.300 mm                                        |
| Gesamtradstand:                                  | 5.900 mm                                        | 5.900 mm                                        | 5.900 mm                                        | 5.900 mm                                        | 5.900 mm                                        |
|                                                  | 1881                                            | nach 1886                                       | No. 84 nach 1898                                | übrige Ic nach 1898                             | Id                                              |
| Radstand mit Tender:                             | k. A.                                           | k. A.                                           | 11.335 mm                                       | 11.335 mm                                       | 11.385 mm                                       |
| Rohrheizfläche:                                  | 103,0 m²                                        | 105,0 m²                                        | 103,5 m²                                        | 105,0 m²                                        | 103,5 m²                                        |
| Strahlungsheizfläche:                            | 8,0 m²                                          | 8,0 m²                                          | 8,4 m²                                          | 8,0 m²                                          | 8,4 m²                                          |
| Rostfläche:                                      | 1,80 m²                                         | 1,80 m²                                         | 1,90 m²                                         | 1,80 m²                                         | 1,90 m²                                         |
| Kesselüberdruck:                                 | 10 atm                                          | 10 atm                                          | 10 atm                                          | 10 atm                                          | 10 atm                                          |
| Leermasse:                                       | 38,5 t                                          | 39,0 t                                          | 39,0 t                                          | 39,0 t                                          | 39,0 t                                          |
| Dienstmasse:                                     | 43,0 t                                          | 43,0 t                                          | 43,0 t                                          | 43,0 t                                          | 43,0 t                                          |
| Reibungsmasse:                                   | 24,6 t                                          | 24,2 t                                          | 24,2 t                                          | 24,2 t                                          | 24,6 t                                          |
| Tender:                                          | k. A.                                           | k. A.                                           | 26                                              | 26                                              | 26                                              |
| Dienstmasse mit Tender:                          | 71,0 t                                          | 71,0 t                                          | 71,0 t                                          | 71,0 t                                          | 71,0 t                                          |
| Länge:                                           | 8.800 mm                                        | 8.800 mm                                        | 8.800 mm                                        | 8.800 mm                                        | 8.800 mm                                        |
| Länge mit Tender:                                | 14.600 mm                                       | 14.600 mm                                       | 14.536 mm                                       | 14.536 mm                                       | 14.536 mm                                       |
| Höhe:                                            | 4.400 mm                                        | 4.400 mm                                        | 4.400 mm                                        | 4.400 mm                                        | 4.400 mm                                        |
| Höchstgeschwindigkeit                            | 80 km/h                                         | 80 km/h                                         | 80 km/h                                         | 80 km/h                                         | 80 km/h                                         |

Die Dampflokomotivreihe kkStB 301 war eine Schnellzug-Schlepptenderlokomotivreihe der k.k. österreichischen Staatsbahnen (kkStB), die ursprünglich von der Österreichischen Nordwestbahn (ÖNWB) stammte.
1881 wurden die neun Maschinen der Reihe Ic (No. 84–92) von der Wiener Neustädter Lokomotivfabrik geliefert.
Sie waren in den wesentlichen Abmessungen gleich denen der Reihe Ib.
Nach sächsischem Vorbild waren die Radkästen durchbrochen.
1884 lieferte die Lokomotivfabrik der StEG acht Stück dieser Type nach.
Sie wurden als Reihe Id (No. 93–100) bezeichnet.
Im Unterschied zur Reihe Ic waren die Stehkessel um 100 mm länger und die Heizrohre entsprechend kürzer.
Fünf Maschinen (84, 97–100) gehörten zum Ergänzungsnetz und erhielten später den Rauchverzehrer Bauart Langer.
Die 100 bekam außerdem einen Mantelschlot.
Alle diese Lokomotiven kamen später nach Josefstadt (Jaroměř), während die anderen in Wien blieben.
No. 84 erhielt 1898 einen Ersatzkessel.
Zuletzt standen alle Ic und Id in Böhmen (Elbetalbahn) im Einsatz.

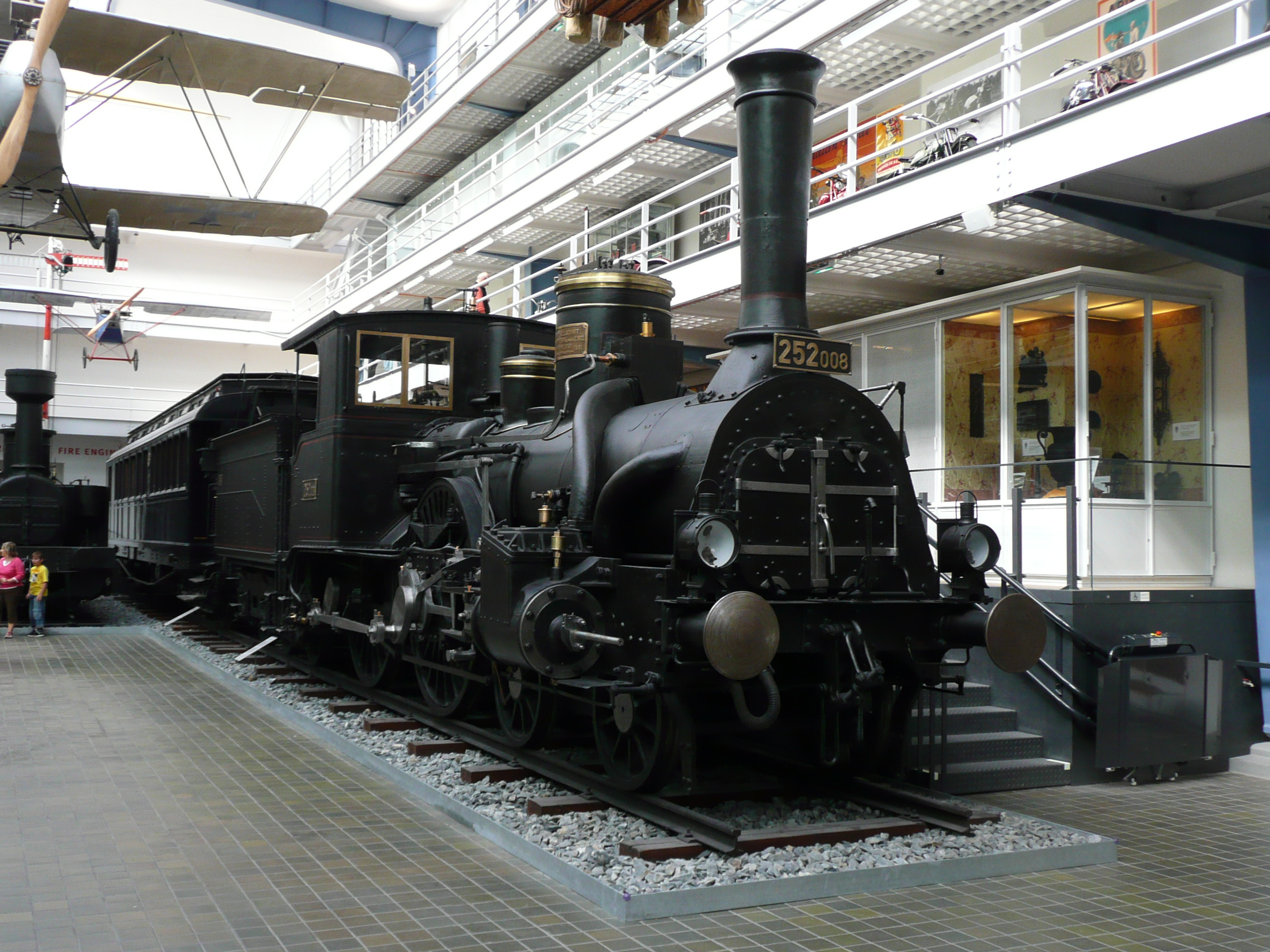
252.008 im NTM

Nach der Verstaatlichung 1907 bekam die Reihe Ic bei der kkStB die Bezeichnung 301.01–09; die Reihe Id wurde 301.10–17.
Nach dem Ersten Weltkrieg kamen alle Maschinen zur ČSD.
Die 301.03 und 15 wurden bereits 1924 ausgeschieden, die anderen wurden als Reihe 252.0 eingereiht und zwischen 1925 und 1931 ausgemustert.
Die 252.008 ist erhalten geblieben und steht heute im Technischen Nationalmuseum in Prag.